# کیکی آیرز
کیکی آیرز (زاده ۱۲ فوریه ۱۹۵۷) کارآفرین، روزنامه‌نگار و شخصیت رسانه‌ای اهل ایالات متحده آمریکا است. او فعالیت حرفه‌ای خود را در تلویزیون بت آغاز کرد. در سال ۲۰۱۲ او به عنوان دستیار تولید در شبکه ام‌تی‌وی۲ مشغول بکار شد. او همچنین مدیر برنامه موسیقی شان کامز در شبکه رولت‌تی‌وی بوده‌است. او در سال ۲۰۱۷ شرکت آیرزپابلیسیتی را تأسیس کرد.